# Wu Xi
Wu Xi (en chino tradicional: 吳曦; en chino simplificado: 吴曦; pinyin: Wú Xī; Shijiazhuang, Hebei, 19 de febrero de 1989) es un futbolista chino que juega de centrocampista y su equipo es el Shanghái Shenhua de la Superliga de China. Es internacional absoluto con la selección de China desde el año 2011.

## Trayectoria
Wu Xi comenzó su carrera en 2008 en el Hebei Tiangong, año de la temporada inaugural del club en la tercera división. Destacó en el club en su primera temporada, año en que también fue internacional por China en la categoría sub-20, y llamó la atención de clubes de la primera división del país. Fue así como el 17 de noviembre de 2009 fichó por el Shanghái Shenhua.
Debutó con el club de Shanghái el 3 de abril de 2010 en la victoria por 2-1 sobre el Nanchang Bayi. Anotó su primer gol para el Shenhua el 17 de abril de 2010, en la victoria por 2-0 contra el Tianjin Teda.
A comienzos de la temporada 2013, Wu fue transferido al Jiangsu Suning de la Superliga. Debutó con el club el 26 de febrero de 2013 en la derrota por 5-1 contra el FC Seoul en la Liga de Campeones.

## Selección nacional
Debutó con la selección de China el 28 de julio de 2011 en la victoria por 6-1 sobre Laos en la clasificación para la Copa Mundial de Fútbol de 2014. Con el equipo nacional, Wu Xi jugó dos Copa Asiáticas, 2015 y 2019, y además es uno de los capitanes de la selección china.

### Participaciones en la Copa Asiática
| Copa               | Sede      | Resultado        |
| ------------------ | --------- | ---------------- |
| Copa Asiática 2015 | Australia | Cuartos de final |
| Copa Asiática 2019 | EAU       | Cuartos de final |
| Copa Asiática 2023 | Catar     | Primera fase     |

## Estadísticas

### Clubes
Actualizado al último partido disputado el 27 de octubre de 2019.
| Club | Div.          | Temporada     | Liga  | Liga  | Copas nacionales(1) | Copas nacionales(1) | Copas internacionales(2) | Copas internacionales(2) | Otras(3) | Otras(3) | Total | Total |
| Club | Div.          | Temporada     | Part. | Goles | Part.               | Goles               | Part.                    | Goles                    | Part.    | Goles    | Part. | Goles |
| --- | ------------- | ------------- | ----- | ----- | ------------------- | ------------------- | ------------------------ | ------------------------ | -------- | -------- | ----- | ----- |
| Shanghái Shenhua China | 1.ª           | 2010          | 25    | 2     | -                   | -                   | -                        | -                        | -        | -        | 25    | 2     |
| Shanghái Shenhua China | 1.ª           | 2011          | 26    | 3     | 2                   | 0                   | 4                        | 0                        | -        | -        | 32    | 3     |
| Shanghái Shenhua China | 1.ª           | 2012          | 29    | 1     | 2                   | 0                   | -                        | -                        | -        | -        | 31    | 1     |
| Shanghái Shenhua China | Total club    | Total club    | 80    | 6     | 4                   | 0                   | 4                        | 0                        | 0        | 0        | 88    | 6     |
| Jiangsu Suning China | 1.ª           | 2013          | 29    | 3     | 2                   | 1                   | 5                        | 0                        | 1        | 0        | 37    | 4     |
| Jiangsu Suning China | 1.ª           | 2014          | 27    | 3     | 6                   | 3                   | -                        | -                        | -        | -        | 33    | 6     |
| Jiangsu Suning China | 1.ª           | 2015          | 30    | 5     | 6                   | 2                   | -                        | -                        | -        | -        | 36    | 7     |
| Jiangsu Suning China | 1.ª           | 2016          | 26    | 2     | 8                   | 3                   | 6                        | 2                        | 1        | 0        | 41    | 7     |
| Jiangsu Suning China | 1.ª           | 2017          | 18    | 1     | 2                   | 1                   | 7                        | 1                        | 1        | 0        | 28    | 3     |
| Jiangsu Suning China | 1.ª           | 2018          | 28    | 4     | 4                   | 0                   | -                        | -                        | -        | -        | 32    | 4     |
| Jiangsu Suning China | 1.ª           | 2019          | 26    | 4     | 1                   | 0                   | -                        | -                        | -        | -        | 27    | 4     |
| Jiangsu Suning China | Total club    | Total club    | 184   | 22    | 29                  | 10                  | 18                       | 3                        | 3        | 0        | 234   | 35    |
| Total carrera | Total carrera | Total carrera | 264   | 28    | 33                  | 10                  | 22                       | 3                        | 3        | 0        | 322   | 41    |
| (1) Incluye datos de la Copa de China. (2) Incluye datos de la Liga de Campeones de la AFC. (3) Incluye datos de la Supercopa de China. |               |               |       |       |                     |                     |                          |                          |          |          |       |       |

### Selección nacional
| Selección      | Temporada     | Amistosos | Amistosos | Asia  | Asia  | Mundial | Mundial | Total | Total |
| Selección      | Temporada     | Part.     | Goles     | Part. | Goles | Part.   | Goles   | Part. | Goles |
| -------------- | ------------- | --------- | --------- | ----- | ----- | ------- | ------- | ----- | ----- |
| Absoluta China | 2011          | 1         | 0         | 3     | 0     | -       | -       | 0     | 0     |
| Absoluta China | 2012          | 0         | 0         | 0     | 0     | -       | -       | 0     | 0     |
| Absoluta China | 2013          | 2         | 0         | 2     | 1     | -       | -       | 0     | 1     |
| Absoluta China | 2014          | 10        | 0         | 1     | 0     | -       | -       | 0     | 0     |
| Absoluta China | 2015          | 3         | 0         | 12    | 1     | -       | -       | 0     | 1     |
| Absoluta China | 2016          | 2         | 0         | 3     | 0     | -       | -       | 0     | 0     |
| Absoluta China | 2017          | 3         | 0         | 5     | 1     | -       | -       | 0     | 1     |
| Absoluta China | 2018          | 8         | 1         | 0     | 0     | -       | -       | 0     | 1     |
| Absoluta China | 2019          | 4         | 1         | 8     | 2     | -       | -       | 0     | 3     |
| Absoluta China | Total         | 33        | 2         | 34    | 5     | 0       | 0       | 67    | 7     |
| Total carrera  | Total carrera | 33        | 2         | 37    | 5     | 0       | 0       | 67    | 7     |

## Palmarés

### Títulos nacionales
| Título             | Club             | País  | Año  |
| ------------------ | ---------------- | ----- | ---- |
| Supercopa de China | Jiangsu Suning   | China | 2013 |
| Copa de China      | Jiangsu Suning   | China | 2015 |
| Superliga de China | Jiangsu Suning   | China | 2020 |
| Copa de China      | Shanghái Shenhua | China | 2023 |
| Supercopa de China | Shanghái Shenhua | China | 2024 |
| Supercopa de China | Shanghái Shenhua | China | 2025 |

### Distinciones individuales
| Distinción                              | Año  |
| --------------------------------------- | ---- |
| Equipo del año de la Superliga de China | 2015 |
| Equipo del año de la Superliga de China | 2016 |